# واقف قلی‌اف
واقف قلی‌اف (ترکی آذربایجانی: Vaqif Sabir oğlu Quliyev؛ زادهٔ ۲۲ فوریه ۱۹۵۷) ریاضی‌دان و از استادان برجسته دانشگاه دولتی باکو اهل جمهوری آذربایجان است.